# Елка Константинова
Елка Георгиева Константинова е български литературовед и политик от партията на Радикалдемократите. Между 1991 и 1992 г. е министър на културата в правителството на Филип Димитров.

## Биография

### Детство и образование
Елка Константинова е родена на 25 май 1932 г. в семейството на литературния критик-толстоист Георги Константинов. През 1956 г. завършва българска филология в Софийския държавен университет. През 1968 г. защитава дисертация на тема „Георги Райчев. Живот и творчество“. През 1990 г. получава професорска титла.

### Професионална кариера
Преподавател в Държавния библиографски институт (1966 – 67). Администратор в отдел „Критика“ във в. „Народна култура“ и сп. „Септември“ (1968). Преподавател по българска литература във Висшия педагогически институт в Шумен (1974 – 84), по детска литература във Висшия институт за театрално изкуство „Кръстьо Сарафов“ (1987 – 90). Гост лектор по български език и литература в Ягелонския университет в Краков, Полша (1979 – 82).
Член е на Международната асоциация по научна фантастика (от 1969 г.).
Работи в областта на съвременната българска литература, българския исторически роман, българската фантастика, българската литература между войните, символизма и диаболизма в българската литература. Публикува статии в „Литературен фронт“, „Пламък“, „Септември“, „Литературна мисъл“, „Литературен форум“, „Летописи“, „Век 21“, „Литературен вестник“.

### Политическа кариера (1989 – 1997)
През времето на прехода е член на СДС и също така председател на тогава реформираната Радикалдемократическа партия (1989 – 1993). Избрана е за народен представител в VII велико народно събрание и XXXVI народно събрание (1990 – 1991). Между 1991 и 1992 г. е министър на културата в правителството на Филип Димитров. Последно тя заема длъжността културен аташе в българското посолство в Полша, в периода 1993 до 1997 г.

## Признание и награди
- През 1998 г. е наградена с наградата за фантастика „Гравитон“.
- През 2002 г. е удостоена с „Рицарски кръст“ от правителството на Полша за заслуги в утвърждаването на българо-полските културни връзки.
- Носител на орден „Св. св. Кирил и Методий“ – огърлие, получен от президента Росен Плевнелиев (2012).[3]

### Авторски трудове
- „Фантастика и белетристика“ (1973)
- „Камен Калчев“ (1974)
- „Георги Караславов“ (1977)
- „Наблюдения над литературното развитие“ (1977)
- „Развитие на разказа и повестта 1944 – 1956“ (1979)
- „Самобитно и общочовешко“ (1980)
- „Априлски дъждове“ (1980)
- „Георги Райчев. Жизнен и творчески път“ (1982)
- „Силуети от вчера и днес“ (1985)
- „Фантастика и съвременност“ (1985)
- „Българският разказ от вчера и днес“ (1987)
- „Въображаемото и реалното. Фантастика в българската художествена проза“ (1987)
- „Николай Лилиев“ (1988)
- „Лечебната сила на литературата“ (1992)
- „Какво да кажем ние на младите сърца. Литературни критически студии и статии“ (2002)[4]

### Редакторство и съставителство
Елка Константинова е редактор на издания на съчиненията на:
- Кирил Христов
- Димчо Дебелянов
- Георги Райчев
- Антон Страшимиров